# Klonoa (série de jeux vidéo)
Pour l’article homonyme, voir Klonoa pour le héros de cette série.
Klonoa est une série de jeux vidéo de plates-formes développée par Namco. Son héros Klonoa, accompagné dans ses aventures par Huepow.

## Personnage
Klonoa est mi-chat mi-lapin. Il est surtout très rêveur. En rêvant, il découvre un anneau qui lui permet de rencontrer Huepow qui devient tout de suite son meilleur ami.

## Série principale

### Klonoa: Door to Phantomile
Klonoa: Door to Phantomile est le premier opus de la série Klonoa. Il sort sur PlayStation en 1997 et a en 2008 un remake sur Wii.

### Klonoa: Moonlight Museum
Klonoa: Moonlight Museum est le deuxième opus de la série Klonoa. Il sort sur WonderSwan en 1999. Il s'agit d'un opus intermédiaire non inclus dans la chronologie officielle.

### Klonoa 2: Lunatea's Veil
Klonoa 2: Lunatea's Veil est le troisième opus de la série Klonoa. Il sort sur PlayStation 2 en 2001.

### Klonoa: Empire of Dreams
Klonoa: Empire of Dreams est le quatrième opus de la série Klonoa. Il sort sur Game Boy Advance en 2001.

### Klonoa 2: Dream Champ Tournament
Klonoa 2: Dream Champ Tournament est le cinquième opus de la série Klonoa. Il sort sur Game Boy Advance en 2002. C'est le deuxième opus de la série sur cette plate-forme.

### Klonoa Phantasy Reverie Series
Klonoa Phantasy Reverie Series est un remake de Klonoa: Door to Phantomile et de Klonoa 2: Lunatea's Veil, sorti en 2022, 13 ans après le remake sur Wii.

## Jeux dérivés

### Klonoa Beach Volleyball
Klonoa Beach Volleyball sort sur PlayStation en 2002. C'est le deuxième opus de la série sur cette plate-forme. Ce n'est pas un jeu de plates-forme, mais un jeu de sport comme son nom l'indique.

### Klonoa Heroes: Legend of the Star Medal
Klonoa Heroes: Legend of the Star Medal sort sur Game Boy Advance en 2002. C'est le troisième opus de la série sur cette plate-forme. Il est inédit en dehors du Japon. Ce n'est pas un jeu de plates-forme, mais un action-RPG.

## Récompenses
Klonoa est classé 5e meilleur personnage de l'année aux PlayStation Awards 2001.